# Anucha Kitphongsri
Anucha Kitphongsri (thailändisch อนุชา กิจพงษ์ศรี, * 23. Mai 1983 in Bangkok), auch als Boy (thailändisch บอย) bekannt, ist ein thailändischer Fußballspieler.

## Karriere
Anucha Kitphongsri erlernte das Fußballspielen in der Schulmannschaft der Patumkongka School sowie des Rajdamnern Commercial College. Seinen ersten Vertrag unterschrieb er 2000 beim Raj-Pracha FC. 2001 wechselte er zum Bangkok Bank FC in die Thai Premier League. Nach einem Jahr ging er zum Ligakonkurrenten BEC Tero Sasana FC. 2004 kehrte er wieder zu Bangkok Bank zurück. Hier spielte er drei Jahre. Zu BEC ging er wieder 2007 und spielte dort bis 2009. 2010 nahm ihn der ebenfalls in der Ersten Liga spielende Pattaya United FC aus Pattaya unter Vertrag. Für Chonburi FC spielte er 2011 bis 2013. 2014 zog es ihn wieder nach Bangkok, wo er bei BEC wieder einen Vertrag unterschrieb. Zu seinem ehemaligen Club Chonburi FC ging er 2017. Der Zweitligist Udon Thani FC nahm ihn 2018 unter Vertrag. Nach sechs Monaten in Udon Thani wechselte er zur Rückrunde 2018 zum Ligakonkurrenten Trat FC. Mit dem Verein wurde er zum Ende der Saison Vizemeister und stieg somit in die Erste Liga auf. Wo er von Ende Juni 2019 bis Ende 2022 spielte, ist unbekannt. Im Januar 2023 verpflichtete ihn sein ehemaliger Verein Trat FC. Am Ende der Saison 2022/23 feierte er mit Trat die Vizemeisterschaft und den Aufstieg in die erste Liga. Nachdem er für Trat nicht zum Einsatz gekommen war, wurde sein Vertrag im Sommer 2023 wieder aufgelöst.

## Erfolge

### Verein
Chonburi FC
- Kor Royal Cup: 2011

BEC Tero Sasana FC
Thailändischer Ligapokalsieger: 2014
Toyota Premier Cup: 2015
Trat FC
Thailändischer Zweitligavizemeister: 2018  ▲
- Thailändischer Zweitligavizemeister: 2022/23  ▲

### Nationalmannschaft
Thailand
ASEAN Football Championship: 2014
Thailand U-19
AFF U-20 Youth Championship: 2002

## Auszeichnungen
2012 – ASEAN Football Championship – Best XI